# Lamput
Lamput è una serie televisiva animata indiana creata da Vaibhav Kumaresh e trasmessa in India su Cartoon Network dal 21 settembre 2017. Si tratta della seconda serie originale di Cartoon Network India, dopo Roll No 21 e del primo show indiano ad essere trasmesso a livello globale.
In Italia viene trasmesso su Boomerang dal 1 aprile 2020, anche se vengono trasmesse solo le ultime due stagioni.

## Trama
Lamput è una macchia arancione mutaforma, che fugge da un laboratorio scientifico. Specs e Skinny, i due scienziati che l'hanno creata, decidono quindi di catturare e riportare Lamput nel laboratorio, ma falliscono ad ogni tentativo.

## Episodi
| Stagione         | Episodi | Prima TV India | Prima TV Italia |
| ---------------- | ------- | -------------- | --------------- |
| Prima stagione   | 2       | 2017           | inedita         |
| Seconda stagione | 19      | 2017-2018      | inedita         |
| Terza stagione   | 43      | 2020-2021      | 2020-2021       |
| Quarta stagione  | 6       | 2022           | 2022            |